# Teng Haibin
Teng Haibin (Beijing, 2 januari 1985) is een Chinees turner. 
Teng werd in 2003 wereldkampioen op het paard voltige en in de landenwedstrijd. In Athene werd Teng olympisch kampioen op het paard voltige, in de landenwedstrijd werd China slechts vijfde, dit kwam mede door een val van Teng op drie op van de vier toestellen.
Teng werd in 2010 en 2011 wereldkampioen in de landenwedstrijd. Door een spierscheuring in zijn linker onderarm kon Teng niet deelnemen aan de Olympische Zomerspelen 2012.

## Resultaten

### Olympische Zomerspelen
| Jaar | Plaats | Resultaten                                    |
| ---- | ------ | --------------------------------------------- |
| 2004 | Athene | op het paard voltige 5e in de landenwedstrijd |

### Wereldkampioenschappen turnen
| Jaar | Plaats    | Resultaten                                   |
| ---- | --------- | -------------------------------------------- |
| 2003 | Anaheim   | op het paard voltige · in de landenwedstrijd |
| 2010 | Rotterdam | in de landenwedstrijd · aan de brug          |
| 2011 | Tokio     | in de landenwedstrijd                        |

1896: Louis Zutter ·
1904: Anton Heida ·
1924: Josef Wilhelm ·
1928: Hermann Hänggi ·
1932: István Pelle ·
1936: Konrad Frey ·
1948: Paavo Aaltonen, Veikko Huhtanen, Heikki Savolainen ·
1952: Viktor Tsjoekarin ·
1956: Boris Sjachlin ·
1960: Eugen Ekman, Boris Sjachlin ·
1964: Miroslav Cerar ·
1968: Miroslav Cerar ·
1972: Viktor Klimenko ·
1976: Zoltán Magyar ·
1980: Zoltán Magyar ·
1984: Li Ning, Peter Vidmar ·
1988: Dmitri Bilozertsjev, Zsolt Borkai, Ljoebomir Geraskov ·
1992: Pae Gil-su, Vitali Tsjerbo ·
1996: Donghua Li ·
2000: Marius Urzică ·
2004: Teng Haibin ·
2008: Xiao Qin · 
2012: Krisztián Berki · 
2016: Max Whitlock · 
2020: Max Whitlock · 
2024: Rhys McClenaghan